# Sulzthal
Sulzthal è un comune tedesco di 940 abitanti, situato nel land della Baviera.